# Jean Stout
Pour les articles homonymes, voir Stout (homonymie).
André Jean Destouet, dit Jean Stout, est un chanteur et acteur français spécialisé dans le doublage, né le 17 avril 1933 à Bordeaux et mort le 10 avril 2012 à La Teste-de-Buch .
Il est notamment connu pour avoir interprété, aux côtés de José Germain, le générique de la série télévisée Zorro, ainsi que la chanson Il en faut peu pour être heureux dans le dessin animé Livre de la jungle.

## Biographie
Il étudie le chant classique au Conservatoire de Bordeaux puis au Conservatoire de Paris dans la classe de Charles Panzera au début des années 1950. Doté d'une voix de basse profonde, il participe à plusieurs concerts sous la direction de Lorin Maazel mais préfère se consacrer au jazz et à la variété. Il devient ainsi dans les années 1960 le choriste de Gilbert Bécaud puis de Jean Ferrat, Nicole Croisille, Jerry Lewis, Sylvie Vartan, etc. Il participe également à de nombreuses musiques de films comme celle de Boulevard du rhum, composée par François de Roubaix ou Doucement les basses, composée par Claude Bolling.
En 1965, il enregistre le générique de Zorro qui lui ouvre les portes du doublage. Sous la direction de Jean Cussac, il participe pour les studios Disney aux chansons de plusieurs courts-métrages de la série documentaire True-Life Adventures avant de devenir, entre autres, les voix chantées de Baloo, de Shere Khan et du colonel Hathi dans le Livre de la jungle, de Petit Jean dans Robin des Bois (1973) et de Bourriquet (en remplacement de Pierre Marret), maître Hibou et Porcinet dans Les Aventures de Winnie l'ourson (1983). Avec sa voix grave, il marque la chanson I'm a poor lonesome cowboy du dessin animé Lucky Luke (1971).
Il est aussi la voix chantée de Guillaume Lancien (Jacques Riberolles) dans Les Demoiselles de Rochefort (1967) de Jacques Demy sous la direction de Michel Legrand.
Outre le doublage, il était aussi pianiste, organiste et contrebassiste.

## Filmographie

### Cinéma
- 1969 : Mazel Tov ou le Mariage de Claude Berri

### Télévision
- 1981 : Dorothée au pays des chansons : Henri Golo

## Doublage

### Cinéma

#### Films
- 1967 : Les Demoiselles de Rochefort : Guillaume Lancien (voix chantée)

#### Animation
- 1968 :  Astérix et Cléopâtre : chœurs
- 1968 : Le Livre de la jungle : Baloo / Colonel Hathi / Shere Khan (voix chantées)
- 1972 : L'Apprentie sorcière : un marchand russe (voix chantée)
- 1973 : Robin des Bois : Petit Jean (voix chantée)
- 1976 : Les Douze Travaux d'Astérix
- 1984 : Dumbo de Ben Sharpsteen : les éléphants roses et un gros corbeau (voix chantées)
- 1989 : La Belle et le Clochard : Tony / Boris (voix chantées)
- 1991 : Cendrillon : Gus (voix chantée)
- 1992 : Peter Pan : Le chef indien (voix chantée)
- 1993 : Tom et Jerry, le film : un des chats de gouttière
- 1993 : L'Étrange Noël de monsieur Jack : les habitants d'Halloween (voix chantées)
- 1994 : Poucelina : La vache
- 1994 : Le Roi lion : chœurs
- 1996 : Aladdin et le Roi des voleurs : plusieurs voleurs (voix chantée)
- 1998 : Le Monde magique de la Belle et la Bête : Tuba
- 1998 : Pocahontas 2 : Un monde nouveau : chœurs
- 2001 : Blanche-Neige et les Sept Nains : Timide (voix chantée)

### Télévision
- 1967 : Minizup et Matouvu : Matouvu (voix parlée et chantée)[8]
- 1969 : Yogi l'ours : Yogi l'ours (voix chantée)
- 1984 : Les Muppet Babies (voix chantée)